# Toast Records
Toast Records é uma editora discográfica conhecido pela sua importante contribuição no independente rock italiano

## História
Toast Records é uma editora discográfica independente com um vasto catálogo de artistas,
formada em 1985 por Giulio Tedeschi com sede em Turin (Itália). 

### Algumas bandas
A gravadora também lança trabalhos de bandas como Afterhours, Statuto, No Strange, Officine 
Aurora, Trenincorsa, Jambalaya e artistas como Marcello Capra.

## Discografia essencial

### LPs ou vinil
| ...  | ...                                                    | ...                              |
| ---- | ------------------------------------------------------ | -------------------------------- |
| 1985 | No Strange                                             | No Strange                       |
| 1986 | Carl Lee & The Rhythm Rebels                           | Carl Lee & The Rhythm Rebels     |
| 1987 | No Strange                                             | L'universo                       |
| 1988 | Afterhours                                             | All the Good Children Go to Hell |
| 1988 | Statuto                                                | Vacanze                          |
| 1989 | No Strange, Afterhours, Max Casacci, Ghigo Agosti etc. | Oracolo                          |
| 1989 | Vegetable Men                                          | It's time to change              |
| 1989 | Statuto                                                | Senza di lei                     |
| 1993 | Barbieri                                               | Mondi diversi                    |
| 1994 | Fleurs du Mal                                          | Indian-world                     |

### 45s ou vinil
| ...  | ...              | ...                                              |
| ---- | ---------------- | ------------------------------------------------ |
| 1986 | No Strange       | Fiori risplendenti/White bird                    |
| 1987 | Avvoltoi         | Questa notte/Un uomo rispettabile/Era un beatnik |
| 1987 | Vegetable Men    | Van Gogh's blues blu bus/It's a reflex           |
| 1988 | Afterhours       | My bit boy/To win or to destroy                  |
| 1991 | Figli di Guttuso | Il sesso del dj/Extranea/Animali                 |
| 1993 | Eridania         | Na storia da conté/Fin ch'a tomba il cel         |

#### CDs
| ...  | ...                                              | ...                         |
| ---- | ------------------------------------------------ | --------------------------- |
| 1995 | Fleurs du Mal                                    | 3                           |
| 1998 | No Strange                                       | Medusa                      |
| 1998 | Marcello Capra                                   | Danzarella                  |
| 1999 | Steve Sperguenzie & the Incredible Lysergic Ants | 5 Investigators             |
| 2002 | Karmablue                                        | Erratico Estatico           |
| 2004 | Roulette Cinese                                  | Che fine ha fatto Baby Love |
| 2007 | Trenincorsa                                      | La Danza dei sogni          |
| 2009 | Jambalaya                                        | Quando vola lo struzzo      |